# Phonismus
Als Phonismen (griech.) bezeichnet man Schallempfindungen, welche durch Licht hervorgerufen werden.
Ebenso wie nach Bleuler und Lehmann bei einzelnen Menschen bestimmte Farbenvorstellungen durch Schallempfindungen entstehen (Photismen), so entstehen auch umgekehrt Schallempfindungen durch Lichteindrücke.
Durch derartige Phonismen hat man versucht, das oft beschriebene Nordlichtgeräusch (siehe Polarlicht) zu erklären.